# فاطمة قاسم طيب
فاطمة قاسم طيب (بالإنجليزية: Fatima Qassem Tayeb)‏ «فادومو دايب» (1972) أول امرأة تعلن ترشحها للانتخابات الرئاسية في الصومال، والمقرر إجراؤها عام 2016.

## نشأتها وطفولتها
ولدت فاطمة طيب في منتصف عقد السبعينات بكينيا لأبوين أميين، وقد قاست الو كانت طوال فترة طفولتها تتحرك باستمرار بين كينياو الصومال أسرة معاناة مادية بالإضافة إلى قسوة التشتت واللجوء.
كانت تتحرك باستمرار ذهابا وإيابا بين كينيا والصومال، حيث تم ترحيلها مع اسرتها من كينيا عام 1980، عادت فاطمة وأسرتها إلي موطنها «الصومال»، وكان يرافقها الأمية والجهل والفقر في كل تحرك، وبعدما قضت فترة كبيرة من طفولتها بالصومال نشبت الصراعات القبلية والحروب الأهلية في مطلع التسعينات إلى أن هاجرت مع أسرتها إلى فنلندا.

### دراستها
اضطرب تعليم فاطمة في المراحل الأساسية، فلم تجيد القراءة والكتابة حتى الرابعة عشرة من عمرها، من ثم ضاعفت جهدها التعليم حتى التحقت بكلية التمريض جامعة فنلندا وحصلت منها علي الماجستير في علوم الرعاية الصحة، على شهادة الماجستير في علوم الإدارة من جامعة «يوفاسكولا» الفنلندية، حصلت فاطمة قاسم على منحة للدراسة بالولايات المتحدة فالتحقت بجامعة هارفارد فحصلت على ماجستير في الإدارة العامة، إضافةً إلى برامج الترشح لمنصب وإدارة الحملات، وايضا مرشحة لنيل درجة الدكتوراه من جامعة هيلسنكي في شئون المرأة، السلام، الأمن، فضلا عن كونها زميل جامعة هارفارد، طبقا لموقع ساسة بوست .

#### حياتها والمناصب التي شغلتها
تطورت حياة فاطمة بشكل كبير، فهى الآن زوجة وأم لاربع اولاد، وعلى الرغم من الصعوبات التي واجهتها في البداية، إلا انها تعد الآن واحدة من السيدات النشطة في مجال العمل الإنساني والعمل السياسى، وأثناء دراستها بالكلية كانت تعمل في إحدى المستشفيات إلى جانب تطوعها في مساعدة اللاجئين الصومالين في الترجمة وتعلم اللغة.
بالإضافة إلى ذلك فهى عملت مع الأمم المتحدة في محموعة من المشاريع الموجهة نحو الصومال. 

##### طموحاتها
تتطلع فاطمة كي تصبح أول امرأة تصل إلى منصب رئيسة الجمهورية في الانتخابات الرئاسية لعام 2016، ليس في الصومال فقط، بل على مستوى القرن الإفريقي.
و هي على يقين من أن خطوة الترشح بالنسبة لها تمثل قفزة حقيقية تفتح الباب، لتبوأ المرأة الصومالية مناصب هامة في السلطة ومصدر اتخاذ القرار، كما ترى ان خطوة الترشيح إلى الانتخابات نفسها تعتبر جزء كبير من طموحتها وخطوة جرئية وهامة جدا في تاريخها السياسي. 
 تعرضت فادمو ديب لتهديدات من جماعة الشباب الصومالية لكونها امرأة مرشحة لرئاسة دولة الصومال.

##### موقفها من ثورات الربيع العربى
ترى فاطمة ان الربيع العربى كانت له مميزات وعيوب، حيث انتشرت حالة غير عقلانة اصابت الإسلاميين بعد الربيع العربى، واعتطهم انطباع لإدارة البلاد، كانت لها تبعات في مصر، وفي الصومال كذلك"، فقد قامت الحكومة بالعديد من الوعود، إلا أنها لم تستطع الإيفاء بها؛ مما تسبب رفع من الغضب الشعبي، واضافت انه "كان يجب على الثوار في دول الربيع أن يفكروا أبعد من أهدافهم قصيرة المدى".